# فرهنگ جعفری
کتاب فرهنگ جعفری یکی از فرهنگ‌های واژه فارسی است که توسط محمد مقیم توسریکانی در سال ۱۰۴۰ نوشته شد و حدود ۷۰۰۰ واژه را شامل می‌گردد که ترتیب حروف تهجی است و دارای دستور زبان فارسی است.